# 桜木健一
桜木 健一（さくらぎ けんいち、1948年〈昭和23年〉3月26日 - ）は、日本の俳優・歌手。別表記として櫻木 健一（読み同じ）。トライストーン・エンタテイメント所属。身長165cm（1972年3月）。

## 来歴・人物
大阪府大阪市阿倍野区美章園出身。6歳時から関西の児童劇団「舞台」に在籍。1966年、上宮高等学校を卒業した。在学中は生徒会長をつとめ、本名でNHKのテレビ『ひょうたんの子』で俳優デビュー。時代劇『新選組血風録』第25話「流山」に出演。近畿大学に入学するが、中退して上京し、1967年の『あゝ同期の桜』、1969年の『昭和残侠伝 唐獅子仁義』に出演した。
1969年、『柔道一直線』の主人公・一条直也役に抜擢される。これは同番組のプロデューサーだった東映の斉藤頼照が、「小柄で芝居がうまい」ということで桜木を大阪から呼びよせたもので、桜木のマネージャーはこの際に、桜木に柔道着を着せてきたという。
この『柔道一直線』を機に、芸名を桜木 健一とする。少年の頃から「花は桜木 人は武士」という一句が好きだったことから自然と浮かんで来たということで、姓を「桜木」にした。名の「健一」は桜木自身が尊敬する高倉健から「健」の一字をもらってきて、名前を引き締めるために「柔道一直線」の「一」を足して自分でつけたものである。
『柔道一直線』は折からの「スポ根ドラマ」ブームもあって平均20%台の高視聴率を誇り、桜木は共演の吉沢京子とともにお茶の間の人気者となった。番組当時、桜木と吉沢のブロマイドはともに売り上げ1位のまま、3 - 4年間もそれが続いたという。同作の予告編にはファンレターの山から桜木が飛び出すカットがあるが、これは実際に届いた桜木宛てのファンレターをそのまま使ったものだった。
その後『刑事くん』に主演。萩原健一がゲストの回では、対抗意識を燃やしてネクタイをわざと緩めて異例のアピールを行ったという。桜木が劇中で必ず全力疾走するシーンがあるが、斉藤プロデューサーによると、これはその後に脚本スタッフが『太陽にほえろ!』で流用したもので、「走る刑事」の原典は桜木の演じた三神刑事だった。『刑事くん』は第4シリーズまで作られる人気作となったが、桜木は「もう大人だから子供番組をやめたい」と斉藤プロデューサーに訴え、斉藤プロデューサーも「しょうがない、終わりにしよう」と受諾。『特捜最前線』（テレビ朝日）に桜木を推薦してくれた。
ただ、青春スターとしての印象が強かったためか、本人がスポーツ紙で語ったところによると、35歳くらいになるとテレビの仕事が途絶えるという苦しい時期もあったという。
以後、活動の中心を舞台に移し、山本周五郎原作の『さぶ』、『樅ノ木は残った』など、多数の舞台に出演。歌手としての活動は、『柔道一直線』の主題歌のほか、『太陽の恋人』、『恋はうそつき』、安倍里葎子とデュエットした『誘惑』がある。映画では『仁義なき戦い 完結篇』や『新仁義なき戦い 組長最後の日』などに出演した。
『柔道一直線』のDVD-BOXが発売された時、雑誌の数ページに渡るインタビューで、「逆回しにするため、セリフを逆から叫びながら、木から飛び降りた。公園のロケで大勢の人が見ていて、恥ずかしかった」「台本は、直前に出来てくることも多かった」などの、当時のエピソードを話している。吉沢京子は、「“櫻木さんは、なんでも出来ちゃう人だなあ”と思って見ていた」と、当時の印象を話している。
ロス五輪の柔道金メダリスト・斉藤仁に、五輪前に本人から指名を受け、柔道雑誌の対談で初めて会った。そのとき「自分は『柔道一直線』を見て、柔道を始めたんです」と言われ、それが「とても嬉しかった」のだという。「あのドラマは、いわば僕の名刺代わりだから。あれがあったから、今の僕がある。」と話している。その後、「金メダルを取りました！」と報告があったという。
『パンダが町にやってくる』（2008年）では、主人公のご近所で道場を営む柔道の先生役。その名も“十条直哉”で、（還暦のため）赤い柔道着に身を包み、吉沢京子と夫婦役という設定であった。赤い柔道着は本人の自前で、先輩からお祝いに贈られたものである。また、作中では講道館から功労賞を贈られ、そのお祝いに駆けつけるという設定で、斉藤仁本人がゲスト出演している。
2009年、そば好きが高じて横浜・八景島シーパラダイスに「櫻木健一のお店」と銘打った「そば処 櫻木庵」を出店。「一直線天ぷら」「つばめ返しうどん」などのユニークなネーミングが並んでいたが、2014年に閉店した。

## 出演
※を付したものは宮土尚治名義。

### テレビドラマ
- 新選組血風録 第25話「流山」（1965年、NET / 東映） - 原市太郎 ※
- 銭形平次 （フジテレビ / 東映）
  - 第24話「捕縄の掟」（1966年） - 市造 ※
  - 第62話「七夕の唄」（1967年） - 直公 ※
  - 第512話「男は度胸か愛嬌か」（1976年）
  - 第655話「他人が泣いてくれた」（1979年） - 島吉
  - 第773話「めぐり逢ったふたり」（1981年） - 仙次
  - 第859話「目撃者」（1983年） - 伸吉
  - 第888話「ああ十手ひとすじ!!八百八十八番大手柄」（1984年）
- 素浪人 花山大吉 第9話「死んで花実が咲いていた」（1969年、NET / 東映） ※
- タケダアワー（TBS）
  - 柔道一直線（1969年 - 1971年、東映） - 一条直也
  - ガッツジュン 第5話「燃えろ闘魂」、第6話「魔球Zシュート」（1971年、宣弘社プロダクション） - 西郷四郎
  - 隠密剣士 突っ走れ! 第1話「炎を破る信太郎」（1973年、宣弘社） - 桔梗左馬之介
- 太陽の恋人（1971年、NET） - 坂本征二
- ブラザー劇場（TBS）
  - 刑事くん[8]（1971年 - 1976年） - 三神鉄男  ☆第54話の「九月の花嫁」（1972年9月21日放送）は、櫻木と市川森一の共同脚本である。
  - 千葉周作 剣道まっしぐら 第9話「春一番. いい男！」（1971年）- 平田数馬
  - 熱血猿飛佐助（1972年 - 1973年） - 猿飛佐助
  - パパは独身（1976年 - 1977年） - 北川雄三
- ウルトラマンA 第12話「サボテン地獄の赤い花」（1972年、TBS） - 佐田刑事
- さすらいの狼 第1話「死ねない竜の胸の傷」（1972年、NET / 東映）
- 君たちは魚だ（1972年、朝日放送） - 淳
- 遠山の金さん捕物帳 第139話「悪夢に追われた男」（1973年、NET / 東映） - 七太郎
- まんまる四角（1973年、TBS） - 本田大介
- 東芝日曜劇場 林で書いた詩（1974年11月24日、北海道放送）
- ここ一番（1974年、フジテレビ）
- プレイガールQ 第41話「放送300回記念・東京エマニエル夫人」（1975年、東京12チャンネル / 東映） - クラブ・エマニエルの客（ノンクレジット）
- 十手無用 九丁堀事件帖（1975年 - 1976年、日本テレビ / 東映） - 鉄平
- 虹のエアポート（1975年10月7日 - 1976年1月6日、TBS）主題歌「青春の刻」歌唱
- 五街道まっしぐら!（1976年、NET / 東映） - 下柘植の木猿
- 伝七捕物帳 第123話「悪い奴らは地獄行き」（1976年、日本テレビ / ユニオン映画） - 喜太郎
- たんぽぽ（1976年、日本テレビ） - 信
- 小夜子の駅（1976年11月13日、NHK総合） - 内田実（桃井かおりの初主演ドラマ。シナリオは「万葉の娘たち」大和書房に収録）
- 駆けろ!八百八町（1977年、NET / 東映） - 山吹小太郎
- 必殺シリーズ（朝日放送 / 松竹）
  - 新・必殺仕置人 第17話「代役無用」（1977年） - 友吉
  - 新・必殺からくり人 第10話「東海道五十三次殺し旅 桑名」（1978年） - 小吉
  - 必殺商売人 第12話「裏口を憎む男にない明日」（1978年） - 藤堂平馬
- おおヒバリ!（1977年 - 1978年、TBS）
- 達磨大助事件帳 第7話「地獄のわかれ道」（1977年、テレビ朝日 / 前進座 / 国際放映） - 清吉
- 大河ドラマ （NHK総合）
  - 黄金の日日（1978年） - 三好秀次・豊臣秀次
  - 利家とまつ〜加賀百万石物語〜（2002年） - 山上宗二
  - 篤姫（2008年） - 脇坂安宅
  - 江〜姫たちの戦国〜（2011年）- 酒井忠次
- 新五捕物帳 第14話「怒りの十手に血が騒ぐ」（1978年、日本テレビ / ユニオン映画） - 丑松
- 桃太郎侍（日本テレビ / 東映）
  - 第71話「親子十手に花が咲く」（1978年） - 文八
  - 第244話「義賊の恋」（1981年）- 栄吉
- 暴れん坊将軍シリーズ（テレビ朝日 / 東映）
  - 吉宗評判記 暴れん坊将軍
    - 第23話「怒れ!!魚河岸野郎」（1978年6月24日） - 太吉
    - 第51話「魚河岸の花嫁」（1979年2月10日） - 太吉
    - 第197話「河豚より怖し小判鮫」（1982年） - 亥之吉

  - 暴れん坊将軍II
    - 第45話「いかさま奉行の鴨ネギ音頭!」（1984年） - 半助
    - 第119話 「吉宗がまさか!結婚詐欺!?」（1985年） - 次郎吉
    - 第187話「夫婦喧嘩と釣り天井!」（1987年） - 伊之助

  - 暴れん坊将軍Ⅲ
    - 第103話「この子どこの子め組の子」（1990年） - 亀屋庄一郎

  - 暴れん坊将軍V
    - 第9話「ろくでなし長屋殺人事件」（1993年） - 徳松
- 大江戸捜査網 （東京12チャンネル / 三船プロ）
  - 第342話「怪しき風来坊謎の変身」（1978年） - 河邊藩主
  - 第363話「江戸っ子魚屋の世継ぎ騒動」（1978年） - 仙吉
- おはなちゃん繁昌記 第14話「お江戸の空は日本晴れ」（1979年、テレビ朝日） - 弥太郎
- 特捜最前線（1979年 - 1980年、テレビ朝日 / 東映） - 滝刑事
- そば屋梅吉捕物帳 第1話「闇を斬る江戸の月」（1979年、東京12チャンネル / 国際放映） - 渡辺大四郎
- 特命刑事（1980年、日本テレビ / 東映） - 清川大作
- 柳生あばれ旅（1980年、テレビ朝日 / 東映） - 青戸金兵衛
- 木曜ゴールデンドラマ 細雪（1980年11月20日、よみうりテレビ）
- 森繁久彌のおやじは熟年 第6話「勘違いの恋」（1981年、テレビ朝日）
- 水戸黄門（TBS / C.A.L）
  - 第12部 第10話「殴られた黄門様 -伏見-」（1981年11月2日） - 新吉
  - 第14部
    - 第5話「三年味噌に賭けた意地 -仙台-」（1983年11月28日） - 惣太郎
    - 第12話「偽黄門の悪退治 -大館-」（1984年1月16日） - 助八
    - 第36話「夫婦喧嘩で悪退治 -徳島-」（1984年7月2日） - 丁助

  - 第15部 第27話「殿様騙した親不孝者 -大垣-」（1985年7月29日） - 孝助
  - 第16部
    - 第4話「助さん身代り親孝行 -沼津-」（1986年5月19日） - 正太郎
    - 第28話「娘を救った偽黄門 -弘前-」（1986年11月3日） - 助造
    - 第39話「旅遥か恋の船唄 -水戸-」（1987年1月19日） - 佐太郎

  - 第18部
    - 第4話「花嫁衣裳の秘密 -小山-」（1988年10月3日） - 喜八
    - 第32話「飴屋の幽霊 -川崎-」（1989年4月24日） - 兼松

  - 第19部 第24話「縁結び頑固比べ -善光寺-」（1990年3月12日） - 幸助
  - 第20部 第32話「誘拐された御老公 -福井-」（1991年6月17日） - 弥次
  - 第21部 第6話「秘伝運んだ孫娘 -浜田-」（1992年5月11日） - 長五郎
  - 第22部 第11話「弟思いのあほんだら兄貴 -大坂-」（1993年7月26日） - 長次
  - 第24部 第32話「追われた男の恩返し -盛岡-」（1996年5月6日） - 島吉
  - 第34部 第5話「格さん不覚消えた印籠 -石巻-」（2005年2月7日） - 卯之吉
  - ナショナル劇場50周年記念特別企画スペシャル（2006年3月13日） - 清吉
  - 第42部 第6話「助さんに見た父の面影 -富山-」（2010年11月15日） - 稲垣軍兵衛
- 大岡越前（TBS / C.A.L）
  - 第6部 第3話「意地っ張り三方一両損」（1982年3月22日） - 元次
  - 第7部 第5話「夢で拾った五十両」（1983年5月23日） - 熊五郎
  - 第8部
    - 第2話「幽霊駕籠の仇討ち」（1984年7月23日） - 助十
    - 第25話「十手鈍らす過去の罪」（1985年1月14日） - 多吉

  - 第10部 第20話「親不孝息子の敵討ち」（1988年7月11日） - 伊之助
  - 第11部 第16話「三方納めた一両損」（1990年8月6日） - 金太
  - 第13部 第25話「大工と左官の意地比べ」（1993年5月3日） - 千太
- 源九郎旅日記 葵の暴れん坊（1982年 - 1983年、テレビ朝日 / 東映） - 又八
- 遠山の金さん ※高橋英樹版（ANB / 東映））
  - 第60話「炎の別離・怪盗浮世の鶴吉参上!」（1983年）- 鶴吉
  - 第88話「愛か憎しみか灼熱の女人形師!」（1984年）- 粂次
- 大奥 第37話「さらば!田園交響楽」（1983年、関西テレビ / 東映） - 加藤久道
- 時代劇スペシャル 「清水次郎長　筑波おろし・義侠の仇討」（1983年、フジテレビ）-浦安の亀五郎
- 新・なにわの源蔵事件帳 第12話「善人の仮面」（1984年、NHK総合）
- 夫婦ねずみ今夜が勝負 最終話「最後の共働き七百両を取り返せ!」（1984年、テレビ東京）
- 長七郎江戸日記（日本テレビ / ユニオン映画）
  - 第1シリーズ「御赦免船の男」（1985年）- 半次
  - 第2シリーズ「怠なれど愚ならず」（1989年） - 横井東馬
  - 第3シリーズ「ひとつぶの銀」（1990年） - 清兵衛
- 徳川風雲録 御三家の野望（1986年、テレビ東京 / 東映） - 藪田助八役
- 三代目はおニャン子お嬢様!?花吹雪893組（1986年、フジテレビ）
- 江戸を斬る シリーズ（TBS / C.A.L）
  - 江戸を斬るVII 第25話「願い叶えた千両富」（1987年）- 宗助
  - 江戸を斬るVIII（1994年）- お喋り伝助
- 右門捕物帖 血染めの矢 江戸－長崎 黄金強奪連続殺人に必殺の十手が挑む!（1989年、テレビ朝日 / 東映） - チョンギレ松
- 月影兵庫あばれ旅 第2シリーズ 第11話「殺しの千里眼!」（1990年、テレビ東京 / 松竹） - 勘八
- 名奉行 遠山の金さん 第3シリーズ 第14話「サギ師金さんの弟現わる!」（1990年、テレビ朝日 / 東映） - 吉兵衛
- 腕におぼえあり3（1993年、NHK総合） - 松三
- 鬼平犯科帳 第7シリーズ 第12話「あいびき」（1997年、フジテレビ） - 文吉
- 御家人斬九郎 第4シリーズ 第3話「大利根の月」（1999年、フジテレビ / 映像京都） - 京蔵
- 南町奉行事件帖 怒れ!求馬II 第16話「鯛だけが知っていた」（2000年 TBS / C.A.L） - 正助
- 連続テレビ小説 芋たこなんきん（2006年 - 2007年、NHK総合） - 大崎俊平
- 土曜ドラマ・刑事の現場  第1話、3話、最終話（2008年3月、NHK総合） - 真山刑事
- ひるドラ パンダが町にやってくる（2008年11月 - 12月、毎日放送） - 十条直哉
- 告発〜国選弁護人 第5話（2011年2月10日、テレビ朝日） - スナック・マスター
- 大岡越前 第6話「名裁き三方一両損」（2013年6月15日、NHK BSプレミアム / C.A.L） - 源兵ヱ
- 水曜ミステリー9 さすらい署長 風間昭平10（2013年7月17日、テレビ東京） - 三田尻健
- 月曜ミステリーシアター ペテロの葬列 第5話（2014年8月4日、TBS） - 猿田茂
- 金曜プレステージ 所轄刑事9（2014年8月29日、フジテレビ） - 米倉修平
- 松本清張ミステリー時代劇 第3話「役者絵」（2015年5月5日、BSジャパン） - 六右衛門
- 相棒 season14・第16話「右京の同級生」（2016年2月17日、テレビ朝日） - 犀川武彦
- ON 異常犯罪捜査官・藤堂比奈子（2016年、関西テレビ） - 坂田大吉
- 銀と金（2017年、テレビ東京） - 山村奏輔
- 勤番グルメ ブシメシ!（2017年、NHK BSプレミアム） - 原田
- 月曜名作劇場 「税務調査官・窓際太郎の事件簿32」（2017年） - 時田宗康
- 科捜研の女（2018年12月6日、テレビ朝日） - 星野信雄
- あなたの番です 第19話（2019年9月1日、日本テレビ） - 鍋島
- 刑事7人 SEASON5 第8話（2019年9月4日、テレビ朝日） - 森川京一郎
- 連続テレビ小説 エール（2020年、NHK総合） - 小田和夫
- 銀座黒猫物語 第8話（2020年9月4日、関西テレビ） - 中村活字 店主
- キワドい2人-K2-池袋署刑事課 神崎・黒木 第3話（2020年9月25日、TBS） - 宇田川
- アノニマス〜警視庁“指殺人”対策室〜 第7話・最終話（2021年3月8日・15日、テレビ東京） - 長谷部
- 結婚できないにはワケがある。（2021年、朝日放送テレビ） - 富沢光太郎
- ヒル 第2話（2022年3月11日、WOWOW） - ゾーカを育てたホームレス
- しろめし修行僧 第4話（2022年4月30日、テレビ東京）- 田中太郎
- ちょこっと京都に住んでみた。（2022年8月3日、テレビ大阪）- 藤沢（「柔道一直線」以来、半世紀ぶりに近藤正臣と共演）[9]
- ハイエナ 第1話 - 第3話（2023年10月20日 - 11月3日、テレビ東京） - 三鬼幸之助[10]

### 映画
- 次郎長血笑記シリーズ（1960年、第二東映） ※
- 庄助武勇伝 会津磐梯山（1960年、東映） ※
- あゝ同期の桜（1967年、東映） ※
- 人間魚雷 あゝ回天特別攻撃隊（1968年、東映） - 芦沢二飛曹 ※
- 侠客列伝（1968年） ※
- あゝ予科練（1968年、東映）※
- 昭和残侠伝 唐獅子仁義（1969年） ※
- 柔の星（1970年、東宝） - 大木健一
- 仁義なき戦い 完結篇（1974年、東映） - 広能組組員 佐伯明夫
- あゝ決戦航空隊（1974年）
- 新仁義なき戦い 組長最後の日（1976年、東映） - 西本明
- はだしのゲン PART3 ヒロシマのたたかい（1980年）- 長兄・浩二 役
- 新・第三の極道7 劇場版（1998年） - 元公安
- 百年の時計（2013年、金子修介監督） - 岩下二郎
- 映画新宿スワン（2015年、園子温監督）
- 居眠り磐音（2019年） - 勘定奉行・川合越前守久敬
- 劇場版 おっさんずラブ 〜LOVE or DEAD〜（2019年） - 天空不動産会長・速水禮次郎
- 罪の声（2020年、東宝 / TBSスパークル / 講談社） - 臼井浩司 役

### Vシネマ
- 難波金融伝ミナミの帝王 19 「闇の裁き」（2002年、ケイエスエス）
- 首領への道（第11話 - 第19話）- 島田組若頭代行 根来浩次
- 真・雀鬼11  奪われた死闘 片腕の代走屋 (2002年、竹書房)
- 実録・関東やくざ戦争 修羅の盃（2003年、GPミュージアムソフト） - 城東組関山一家阿藤会執行部 藤村組組長 藤村泰光
- 誇り高き野望　1、2、4、5、6話（2005年・2006年、アネック） - 森田組 笹川光太朗

### ラジオ
- ひとつきの楽園（NHKFMシアター、2010年11月20日放送） - 自分のゆく道が見えず、愛媛のミカン農家にアルバイトに来た青年。都会から自分探しのために来た人々との交流を描く。

### CM
- 大同薬品工業 ハイクロンAドリンク（1976年）
- ライフネット難波
- サイボウズ Kintone（2020年 - ） - サイ坊主

## ディスコグラフィー

### シングル
| 発売日                      | 規格品番                    | 面                          | タイトル                    | 作詞                        | 作曲                        | 編曲                            |
| 東芝音楽工業 / 東芝レコード | 東芝音楽工業 / 東芝レコード | 東芝音楽工業 / 東芝レコード | 東芝音楽工業 / 東芝レコード | 東芝音楽工業 / 東芝レコード | 東芝音楽工業 / 東芝レコード | 東芝音楽工業 / 東芝レコード     |
| --------------------------- | --------------------------- | --------------------------- | --------------------------- | --------------------------- | --------------------------- | ------------------------------- |
| 1969年                      | TC-1133                     | A1                          | 柔道一直線                  | 梶原一騎                    | 林一                        | 林一                            |
| 1969年                      | TC-1133                     | A2                          | 男だったら                  | 丹古晴己                    | 井上かつお                  | 湯野カオル                      |
| 1969年                      | TC-1133                     | B                           | 君よ、なかないで            | 丹古晴己                    | 井上かつお                  | 湯野カオル                      |
| 1969年                      | TC-1146                     | A                           | 友情の星                    | 臼井ひさし                  | 林一                        | 林一                            |
| 1969年                      | TC-1146                     | B1                          | 一人ぼっちの海辺            | 臼井ひさし                  | 林一                        | 林一                            |
| 1969年                      | TC-1146                     | B2                          | 柔道小唄                    | 田中守                      | 林一                        | 林一                            |
| 日本コロムビア              |                             |                             |                             |                             |                             |                                 |
| 1970年4月                   | P-88                        | A                           | 恋はうそつき                | 阿部豊 補作：岩谷時子       | 筒美京平                    | 筒美京平                        |
| 1970年4月                   | P-88                        | B                           | どんとこい                  | 岩谷時子                    | 筒美京平                    | 筒美京平                        |
| キャニオン・レコード        |                             |                             |                             |                             |                             |                                 |
| 1970年10月                  | CA-1                        | A                           | 帰らない町                  | 岩谷時子                    | 筒美京平                    | 筒美京平                        |
| 1970年10月                  | CA-1                        | B                           | 君から僕へ                  | 岩谷時子                    | 筒美京平                    | 筒美京平                        |
| 1971年4月25日               | CA-48                       | A                           | 北帰行                      | 宇田博作                    | 宇田博作                    | 青木望                          |
| 1971年4月25日               | CA-48                       | B                           | 夜風の街角                  | 山口洋子                    | 筒美京平                    | 筒美京平                        |
| 1971年7月                   | A-61                        | A                           | 太陽の恋人                  | 長浜正和 補作：山上路夫     | 渡辺岳夫                    | 高原哲                          |
| 1971年7月                   | A-61                        | B                           | 若者小唄                    | 山口洋子                    | 筒美京平                    | 有明春樹                        |
| 1971年9月                   | A-83                        | A                           | コンクリート・ジャングル    | 佐々木守                    | 鈴木邦彦                    | 高田弘                          |
| 1971年9月                   | A-83                        | B                           | はてしなき恋                | 鈴木道明                    | 鈴木道明                    | 有明春樹                        |
| 東京レコード                |                             |                             |                             |                             |                             |                                 |
| 1972年                      | AMON-3                      | A                           | 熱血猿飛佐助                | 石堂淑郎                    | 猪俣公章                    | 猪俣公章                        |
| 1972年                      | AMON-3                      | B                           | いざゆけ                    | 上原正三                    | 猪俣公章                    | 猪俣公章                        |
| 1973年                      | AMON-6                      | A                           | 刑事くん                    | 佐々木守                    | 鈴木邦彦                    | 高田弘                          |
| 1973年                      | AMON-6                      | B                           | 花をあげよう                | 佐々木守                    | 鈴木邦彦                    | 高田弘                          |
| ポリドール・レコード        |                             |                             |                             |                             |                             |                                 |
| 1974年                      | DC-1006                     | A                           | 星を追う                    | 長坂秀佳                    | 菊池俊輔                    | 菊池俊輔                        |
| 1974年                      | DC-1006                     | B                           | さまよい                    | 市川森一                    | 菊池俊輔                    | 菊池俊輔                        |
| 1975年11月25日              | DR-1997                     | A                           | 青春の刻                    | さいとう大三                | 渡辺岳夫                    | 馬飼野康二                      |
| 1975年11月25日              | DR-1997                     | B                           | 昨日の街                    | さいとう大三                | 渡辺岳夫                    | 馬飼野康二                      |
| 1976年10月25日              | DR-6046                     | A                           | 昨日のあいつ                | 山川啓介                    | 三木たかし                  | 船山基紀                        |
| 1976年10月25日              | DR-6046                     | B                           | 旅立つ季節                  | 山川啓介                    | 三木たかし                  | 船山基紀                        |
| 1977年11月25日              | DR-6164                     | A                           | 別れのための子守歌          | 及川恒平                    | 中島みゆき                  | 武川雅寛 弦アレンジ：小六禮次郎 |
| 1977年11月25日              | DR-6164                     | B                           | ローリング・ハイボール      | 及川恒平                    | 谷口まもる                  | 鈴木慶一                        |
| 1987年1月25日               | 7DX-1472                    | A                           | おんなの罪                  | 清水一                      | 亜乃洋                      | 馬場良                          |
| 1987年1月25日               | 7DX-1472                    | B                           | 夢一輪                      | ふかせかずを                | 水島正和                    | 池多孝春                        |

### デュエットシングル
| 名義                | 発売日         | 規格品番       | 面             | タイトル       | 作詞           | 作曲           | 編曲           |
| リバスター音産      | リバスター音産 | リバスター音産 | リバスター音産 | リバスター音産 | リバスター音産 | リバスター音産 | リバスター音産 |
| ------------------- | -------------- | -------------- | -------------- | -------------- | -------------- | -------------- | -------------- |
| 桜木健一/安倍里葎子 | 1984年         | 7RC-0025       | A              | 誘惑           | 池田充男       | 浜松雄踏       | 南郷達也       |
| 安倍里葎子          | 1984年         | 7RC-0025       | B              | 愛終ワルツ     | ふかせかずを   | 西谷翔         | 南郷達也       |

### アルバム

#### オリジナルアルバム
|                      | 発売日               | タイトル             | 規格                 | 規格品番             |                      |
| キャニオン・レコード | キャニオン・レコード | キャニオン・レコード | キャニオン・レコード | キャニオン・レコード | キャニオン・レコード |
| -------------------- | -------------------- | -------------------- | -------------------- | -------------------- | -------------------- |
| 1st                  | 1971年               | 若さで一直線         | LP                   | CAL-1014             |                      |

### タイアップ
| 曲名                     | タイアップ                            | 収録作品                             |
| ------------------------ | ------------------------------------- | ------------------------------------ |
| 柔道一直線               | TBS系テレビドラマ『柔道一直線』主題歌 | シングル「柔道一直線」               |
| 友情の星                 | TBS系テレビドラマ『柔道一直線』主題歌 | シングル「友情の星」                 |
| 一人ぼっちの海辺         | TBS系テレビドラマ『柔道一直線』主題歌 | シングル「友情の星」                 |
| 柔道小唄                 | TBS系テレビドラマ『柔道一直線』主題歌 | シングル「友情の星」                 |
| 太陽の恋人               | NETテレビ『太陽の恋人』主題歌         | シングル「太陽の恋人」               |
| コンクリート・ジャングル | TBS系TVドラマ『刑事くん』主題歌       | シングル「コンクリート・ジャングル」 |
| 熱血猿飛佐助             | TBS系TVドラマ『熱血猿飛佐助』主題歌   | シングル「熱血猿飛佐助」             |
| いざゆけ                 | TBS系TVドラマ『熱血猿飛佐助』挿入歌   | シングル「熱血猿飛佐助」             |
| 刑事くん                 | TBS系TVドラマ『刑事くん』主題歌       | シングル「刑事くん」                 |
| 青春の刻                 | TBSテレビ『虹のエアポート』主題歌     | シングル「青春の刻」                 |